# Barbara Kruger
Barbara Kruger és una artista conceptual nascuda el 26 de gener de 1945 a Newark (Nova Jersey). És una artista apropiacionista que fa servir la imatge i la llengua per fer una crítica social.
És descrita com una artista multidisciplinària. A més del treball artístic, escriu critiques (principalment televisió, música, pel·lícules i cultura) i és a professora a l'Institut d'Art de Califòrnia, a l'Institut d'art de Chicago i a la Universitat de Califòrnia.
Ha creat objectes fotogràfics i collages en paper, vinil, gravats, obres multimedia, instal·lacions i escultures, sovint amb un aspecte provocatiu, i sempre amb elements textuals. Lluita contra el masclisme i el consumisme, que fa anys que lideren la nostra societat, i parla sobre el desig i la identitat de les persones. Parodia, per exemple el famós Cogito, ergo sum de René Descartes amb I shop, therefore I am (‘Compro, per tant soc’), obra de 1987. Veu les paraules com una part integral de l'obra, i no pas com una explicació de l'obra.

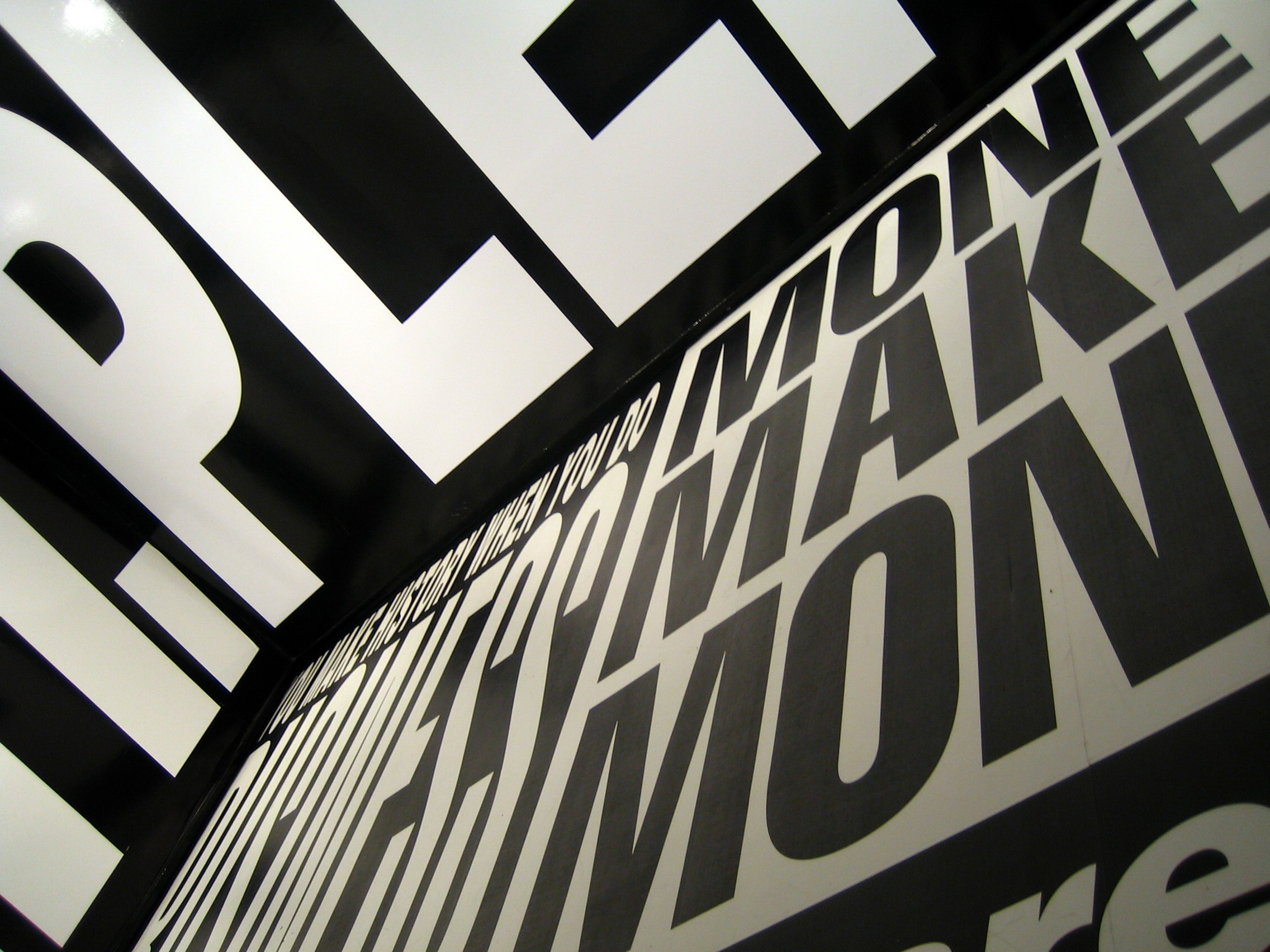
Australian Center for Contemporary Art

## Vida
Després d'estudiar durant un any a la Universitat de Syracuse i haver de deixar-ho per manca de diners, es trasllada a Nova York l'any 1965 on va a l'escola de Disseny Parsons mentre treballa com a telefonista. Hi estudia amb altres artistes i fotògrafs com Diane Arbus i Marvin Israel, que van introduir Kruger al món de la fotografía, el disseny i les revistes de moda i les subcultures. Després d'un any a Parsons, comença a treballar a l'editorial Condé Nast, i poc temps després treballarà com a dissenyadora a la revista Mademoiselle.
Més tard va treballar com a dissenyadora gràfica, directora d'art i editora d'imatges als departaments d'art a House and Garden i Aperture. La dècada d'experiència en el disseny gràfic apareix en el seu treball artístic ulterior.
L'any 1969 comença a crear art pel seu compte i viu les dificultats per una dona en el món de les galeries dominat per artistes masculins. Després de visitar l'exposició de l'artista polonesa Magdalena Abakanowicz al Museu d'Art Modern, s'influencia en els seus tapissos i se'n inspira per a introduir-les en el món de l'art com a símbol de «treball femení».

## Obra
S'inicia a la fotografia l'any 1977, amb una sèrie d'imatges en blanc i negre d'exteriors arquitectònics combinats amb reflexions textuals sobre les vides de les persones que hi habitaven. En surt el llibre Picture/Readings 1979, que prefigura el seu vocabulari estètic.
El 1979 deixa de prendre fotografies i comença a fer servir imatges populars de la cultura americana com a suport d'impressió per fer unes composicions amb un estil d'agitació i propaganda social. Utilitza el contrast de blanc i negre. Les imatges fotogràfiques es juxtaposen amb aforismes estridents fent servir sempre amb la pòlissa Futura Bold contra negre, blanc o vermell. Són missatges, directes, contundents i a vegades contradictoris que parlen sobre temes polítics, socials, feministes, referits cap a la religió, el sexe, els estereotips racials i de gènere, el consumisme la cobdícia corporativa i el poder, arriben amb molta força al espectador gràcies a com és composta la imatge. Les frases solen fer una declaració audaç i fa servir pronoms com jo, tu, nosaltres i ells. La inclusió dels pronoms personals en obres com Sense títol (Your gaze hits the side of my face) (1981) i Sense títol (I shop therefore I am) (1987) implica els espectadors a confondre qualsevol noció clara de qui està parlant.
L'artista va perfeccionar el seu estil d'agitació i propaganda i les seves imatges serán vistes en tanques publicitàries a peu de carrer, en edificis, rotulades en autobusos i fins i tot impreses en articles de merchandising com samarretes, tasses o bosses. La seva obra confon els límits entre l'art i el comerç i crida l'atenció sobre el paper de la publicitat en públic de debat. En els últims anys va crear instal·lacions publiques en galeries i també incorpora l'escultura en la seva continua crítica de la cultura moderna dels Estats Units.
Barbara Kruger també ha creat instal·lacions de multimèdia. Hi transfereix les paraules i les imatges directament a les superfícies de la galeria. En cada instal·lació apareix un text escrit a terra en blanc sobre un fons vermell. El text llegeix: «Tot el que semblava per sota de tu et parla ara tot el que semblava sord que sents, tot el que semblava ximple sap el que està en la teva ment, tot el que semblava cec veu a través teu, tot el que semblava silenci és posar les paraules a la dreta en […] la teva boca.» A les instal·lacions de Kruger el pis ara té una veu, les parets poden sentir, i l'arquitectura és la manipulació de la forma de parlar.
Va exposar, entre d'altres, a l'Institute of Contemporary Arts de Londres (1983), Museu d'Art Contemporani de Los Angeles (1999), i el Palazzo delle Papesse Centre Art Contemporània a Siena (2002).
El 2005 va ser honorada a la 51a Biennal de Venècia amb el Lleó d'Or per la seva trajectòria. Kruger és actualment professora de la Universitat de Califòrnia a Los Angeles.